# Marigolds in August
Pour plus de détails, voir Fiche technique et Distribution.
Marigolds in August est un film sud-africain réalisé par Ross Devenish, sorti en 1980.

## Synopsis
Un célèbre dramaturge dénonce l'apartheid. Le film se déroule à Schoenmakerskop, un hameau de bord de mer situé au sud de Port Elizabeth. Le film relate la confrontation entre un Daan, un jardinier noir employé au sein d'une communauté blanche et un autre noir, souhaitant être embauché à sa place.

## Fiche technique
- Titre : Marigolds in August
- Réalisation : Ross Devenish
- Scénario : Athol Fugard
- Photographie : Michael J. Davis
- Montage : Lionel Selwyn
- Production : Jonathan Joel Cohen et Mark Forstater
- Société de production : R M Productions et Serpent Southern Productions
- Pays :  Afrique du Sud
- Genre : Drame
- Durée : 87 minutes
- Dates de sortie : 
  -  Afrique du Sud : 11 juin 1980

## Distribution
- Winston Ntshona : Daan
- John Kani : Melton
- Athol Fugard : Paulus Olifant
- Nomonde Mhlobiso : Alice
- Joyce Hesha : la femme de Melton
- Mandla Nene : Man
- Mabel Ntshinga : Emily
- Dudu Nene : Sophie
- Zola Marwanqa : Evelina

## Distinctions
Le film a été présenté en sélection officielle en compétition lors de Berlinale 1980.